# Night Life (album de Ray Price)
Albums de Ray Price
Ray Price Sings San Antonio Rose
(1962) Love Life
(1964)
Night Life est le sixième album du chanteur et guitariste country Ray Price, soutenu par son groupe de tournée habituel, les Cherokee Cowboys. L'album est sorti en 1963 sur le label Columbia Records . L'album a été inclus dans les 1001 albums de Robert Dimery que vous devez entendre avant de mourir .

## Accueil
Night Life a été le premier LP de Ray Price à atteindre les charts. Il est sorti en avril 1963, mais Billboard n'a commencé à publier un palmarès d'albums country qu'en janvier 1964. À cette époque, il se vendait encore assez bien pour apparaître et au cours de la deuxième semaine du palmarès, c'était l'album numéro un, le premier des cinq à atteindre la première place au cours de la carrière de Price .
Cub Koda dans une revue rétrospective d'AllMusic a estimé que l'album était « le dernier souffle du vrai honky tonk, le premier coup pour l'intégrer dans le son de Nashville des années 1960, ou le premier album concept de la musique country » .

## Liste des pistes
1. "Introduction and Theme / Night Life" (Walt Breeland, Paul Buskirk, Willie Nelson) - 2:05 / 4:41
2. "Lonely Street (en)" (Carl Belew, Kenny Sowder, W.S. Stevenson) - 3:01
3. "The Wild Side of Life (en)" (Arlie Carter, William Warren) - 2:59
4. "Sittin' and Thinkin'" (Charlie Rich) - 2:47
5. "The Twenty-Fourth Hour" (Ray Price) - 2:53
6. "A Girl in the Night" (Hank Thompson (en)) - 2:49
7. "Pride" (Wayne P. Walker, Irene Stanton) - 2:39
8. "There's No Fool Like a Young Fool" (Bette Thomasson) - 2:58
9. "If She Could See Me Now" (Hank Cochran (en)) - 2:42
10. "Bright Lights and Blonde Haired Women" (Eddie Kirkland (en)) - 2:26
11. "Are You Sure" (Buddy Emmons, Willie Nelson) - 2:23
12. "Let Me Talk to You" (Don Stewart Davis, Danny Dill (en))- 3:05

## Personnel
- Ray Price - chant, guitare
- Willie Nelson - chant, guitare basse
- Johnny Paycheck - chant, guitare électrique, guitare acoustique, guitare basse, guitare acier
- Buddy Emmons - pedal-steel-guitare
- Floyd Cramer - piano [4]